# Erwin Amann (Wirtschaftswissenschaftler)
Erwin Amann (* 1960) ist ein deutscher Ökonom.

## Leben
Er promovierte in Mathematik an der Universität Wien und habilitierte an der Wirtschafts- und Sozialwissenschaftlichen Fakultät der Universität Dortmund. Er ist Inhaber des Lehrstuhls für Mikroökonomie an der Universität Duisburg-Essen.

## Forschung und Lehre
Seine Forschungsgebiete sind Spieltheorie, Auktionstheorie und evolutionäre Spieltheorie. Seit 2021 ist er Mitglied im Netzwerk Wissenschaftsfreiheit.

## Mitgliedschaften
- Erwin Amann ist Mitglied im Netzwerk Wissenschaftsfreiheit.[2]

## Schriften (Auswahl)
- mit Sylvi Rzepka: The effect of goal-setting prompts in a blended learning environment—evidence from a field experiment. In: Economics of Education Review (2023), https://doi.org/10.1016/j.econedurev.2022.102331.
- mit Stefan Felder: Survival of altruistic gatekeepers: Kickbacks in medical markets. In: German Economic Review (2020), https://doi.org/10.1515/ger-2020-0007.
- mit Jonas Dorlöchter: Risk Preferences and Economic Shocks: Experimental Evidence. In: SSRN Electronic Journal (2020).
- Entscheidungstheorie. Individuelle, strategische und kollektive Entscheidungen. Wiesbaden 2019, ISBN 3-658-24514-X.
- mit Claudia Freimuth und Mark Oelmann: Development and prospects of standardization in the German municipal wastewater sector. In: Science of the Total Environment, Jg. 635 (2018), S. 375–389.
- mit Yvonne, Maria Marczok und Marcel Hendrik: Impact Of Incentive Orientated Blended Learning on Students’ Learning Behavior and Outcomes. In:  Proceedings of the 2015 International Conference of Management, Knowledge and Learning (2015), S. 891–899.
- Tarifkonflikte aus spieltheoretischer Perspektive. In: Wirtschaftsdienst: Zeitschrift für Wirtschaftspolitik, Jg. 95 (2015) Nr. 5, S. 298–299.
- mit Nadine Leonhardt: Commitment problems and war in international bergaining. Bochum 2013, ISBN 978-3-86788-458-7.
- mit Christoph Helbach: Spieltheorie für Dummies. Weinheim 2012, ISBN 3-527-70637-2.
- mit Alex Possajennikov: On the stability of evolutionary dynamics in games with incomplete information. In:  Mathematical Social Sciences, Jg. 58 (2009) Nr. 3, S. 310–321
- Evolutionäre Spieltheorie. Grundlagen und neue Ansätze. Heidelberg 1999, ISBN 3-7908-1207-2.
- mit Wolfgang Leininger: Asymmetric All-Pay Auctions with Incomplete Information: The Two-Player Case. In: Games and Economic Behavior, Jg. 14 (1996), S. 1–18.
- mit Wolfgang Leininger: Expected Revenue of All-Pay and First-Price Sealed-Bid Auctions with Affiliated Signals. In: Zeitschrift für Nationalökonomie, Jg. 61 (1995) Nr. 3, S. 273–279.
- mit Georg Winckler: Social Partnership and Hard Currency Policy – A Game Theoretic Approach. In: A. Riedl, G. Winckler; Wörgötter, A. (Hrsg.): Macroeconomic Policy Games. Physica-Verlag, Heidelberg 1995.
- mit Klaus Ritzberger: A Macroeconomic Model of Reputation with Infinite Strategy Space. In: A. Riedl, G. Winckler; Wörgötter, A. (Hrsg.): Macroeconomic Policy Games. Physica-Verlag, Heidelberg 1995.
- mit Dalia Marin: Risk-Sharing in International Trade: An Analysis of Countertrade. In: Journal of Industrial Economics, Jg. 42 (1994), S. 63–78.  Amann, E.; Jäger, A.: Staatsschuldenarithmetik: Zwei unerfreuliche Beispiele. In: Kredit und Kapital (1989) Nr. 2, S. 221–234.
- Permanence in Population Dynamics. In: Bothe, H.; W. Ebeling, A. Kurzhanski; Peschel, M. (Hrsg.): Dynamical Systems and Environmental Models. Akademie-Verlag, Berlin 1987.
- mit Georg Winckler: Exchange Rate Policy in the Presence of a Strong Trade Union. In: Zeitschrift für Nationalökonomie (1986), S. 259–280.
- mit Josef Hofbauer: Permanence in Lotka-Volterra and Replicator Equations. In: Ebeling, W.; Peschel, M. (Hrsg.): Lotka-Volterra Approach to Cooperation and Competition in Dynamic Systems. Akademie-Verlag, Berlin 1986.